# Linda McMahon
Linda Marie McMahon (nhũ danh Edwards; sinh ngày 4 tháng 10 năm 1948) là một nhà điều hành chính trị người Mỹ, cựu quan chức chính quyền Trump và cựu giám đốc điều hành công ty biểu diễn đấu vật chuyên nghiệp WWE. Bà từng là Quản trị viên thứ 25 của Cục Quản lý Doanh nghiệp Nhỏ Hoa Kỳ từ năm 2017 đến năm 2019 và là nữ Chủ tịch của America First Policies kể từ năm 2019.
Linda McMahon, cùng với chồng là Vince McMahon thành lập công ty giải trí thể thao Titan Sports, Inc. (nay là WWE, Inc.), nơi bà làm chủ tịch và sau đó là giám đốc điều hành từ năm 1980 đến năm 2009. Trong thời gian này, công ty đã phát triển từ một quy mô nhỏ, kinh doanh khu vực đông bắc thành tập đoàn đa quốc gia lớn. Bên cạnh đó, bà đã khởi xướng các chương trình công dân của công ty, Get REAL và Smackdown Your Vote. Bà thỉnh thoảng thể hiện trên màn ảnh, đáng chú ý nhất là trong kịch bản thù hằn với chồng mà đỉnh điểm là WrestleMania XVII.
Năm 2009, McMahon rời WWE để tranh cử với tư cách là đảng viên Cộng hòa cho một ghế tại Thượng viện Hoa Kỳ từ Connecticut, nhưng để thua ứng viên Đảng Dân chủ Richard Blumenthal trong cuộc tổng tuyển cử năm 2010. Bà là ứng cử viên của Đảng Cộng hòa cho ghế của Connecticut tại Thượng viện trong cuộc đua năm 2012, nhưng thua đại diện Đảng Dân chủ Chris Murphy.
Vào ngày 7 tháng 12 năm 2016, Tổng thống đắc cử Donald Trump thông báo rằng ông sẽ đề cử Linda McMahon làm Quản trị viên của Cục Quản lý Doanh nghiệp Nhỏ Hoa Kỳ. Phiên điều trần xác nhận của Thượng viện bắt đầu vào ngày 24 tháng 1 năm 2017. Vào ngày 1 tháng 2, đề cử của cô đã được Ủy ban Thượng viện về Doanh nghiệp Nhỏ và Doanh nhân phê duyệt trên một cuộc bỏ phiếu 18-1  và được xác nhận bởi đầy đủ Thượng viện vào ngày 14 tháng 2, với số phiếu 81–19.
Vào ngày 29 tháng 3 năm 2019, chính quyền Trump thông báo Linda McMahon sẽ từ chức Quản trị viên Cục Quản lý Doanh nghiệp Nhỏ Hoa Kỳ để đảm nhận các trách nhiệm mới trong chiến dịch tái tranh cử của Tổng thống Trump. Đơn từ chức có hiệu lực vào ngày 12 tháng 4 năm 2019. Vào ngày 15 tháng 4 năm 2019, bà được bổ nhiệm làm Chủ tịch America First Policies.